# Tydeus
 Tydeus  var inom grekisk mytologi kung i Kalydon. Han måste med anledning av ett begånget mord fly till Argos där konung Adrastos gav honom sin dotter Deipyle till hustru.
Med sin svärfar deltog han i "de sju hjältarnas" fälttåg mot Thebe där han dödades i striderna. Striden utgör handlingen i de grekiska tragedierna De sju mot Thebe och De fenikiska kvinnorna.
Med Deipyle hade han sonen Diomedes.